# Christian Fechner
Christian Lucien Max Alfred Fechner (* 26. Juli 1944 in Agen, Frankreich; † 25. November 2008 in Paris) war ein französischer Filmproduzent, der vor allem in den 1970er und 1980er Jahren große Kassenerfolge herstellte und ein Zauberkünstler.

## Leben und Wirken
Fechner war der Sohn eines infolge des Anschlusses Österreichs 1938 nach Frankreich geflüchteten österreichischen Barons. Christian Fechner, der sich in jungen Jahren als Bauchredner versuchte, interessierte sich bereits Mitte der 1960er Jahre sehr für zeitgenössische, anglo-amerikanische Popmusik (Sonny and Cher, Donovan etc.) und begann daraufhin mit der Herstellung von Schallplatten einheimischer Künstler. So produzierte Christian Fechner bereits 1965 Platten der Band Les Charlots, einer französischen Reaktion auf die erfolgreichen britischen Formationen The Beatles und The Monkees, aber auch des Sängers Antoine. Außerdem formte er als französische Antwort auf Sonny und Cher das Duo César & Cléo, bestehend aus Richard Fontaine und Chantal Rousselot.
1972 gründete Fechner mit Les Films Christian Fechner seine eigene Filmproduktionsfirma. Bei seinen Frühwerken handelt es sich um turbulente Komödien mit den Charlots (Charlot ist der in Frankreich gängige Name Charlie Chaplins), zu denen auch Fechners jüngerer Bruder Jean-Guy (* 1947) zählte. Nach den Charlot-Filmen (1972/73) produzierte Fechner einige erfolgreiche Komödien mit den französischen Starkomikern Pierre Richard und vor allem Louis de Funès, den er nach zwei 1975 erlittenen Herzinfarkten 1976 auf weitgehend eigenes Risiko für die turbulente Komödie Brust oder Keule vor die Kamera zurückholte. Der Film erwies sich als großer Kassenerfolg.
Im Laufe der 80er Jahre stellte Fechner auch Produktionen anderer Genres her, darunter Action- und Kriminalfilme wie Die Spezialisten. Zu den künstlerisch ambitioniertesten Fechner-Produktionen zählen Bruno Nuyttens Künstlerbiografie Camille Claudel und Leos Carax’ von der Kritik gefeiertes Paris-Drama Die Liebenden von Pont-Neuf. In seiner kinofilmlosen Zeit Ende der 1980er Jahre produzierte Christian Fechner vier Fernsehserien. 1992 führte Fechner das einzige Mal Regie und beteiligte sich bei diesem Film auch am Drehbuch. 1997 gelang es ihm, die beiden einstigen Superstars des französischen Actionkinos der 60er und 70er Jahre, Jean-Paul Belmondo und Alain Delon, nach langer Zeit wieder vor der Kamera zu vereinen. Das Resultat, Alle meine Väter, enttäuschte jedoch und floppte überdies an der Kinokasse. Mit dem dritten Teil der Filmtrilogie Les Bronzés, Les Bronzés 3: Amis pour la vie, gelang Fechner Anfang 2006 noch einmal ein großer Kassenerfolg.
Er starb im Alter von 64 Jahren an den Folgen einer Krebserkrankung.

## Fechner und die Zauberkunst
Christian Fechner war seit jungen Jahren ein begeisterter Zauberkünstler und später auch Käufer und Betreuer des Nachlasses von Adolphe Blind. Nach Fechners Tod ging ein Großteil der Sammlung in den Besitz des Zauberkünstlers David Copperfield über.
Ein weiterer Teil der Sammlung von Christian Fechner wurde am 4. Oktober 2009 beim Auktionshaus Hauff & Auvermann in Berlin zur Versteigerung gebracht. Der Verkauf erzielte eine Gesamtsumme von 103 735,00 Euro.
Auf dem 15. Weltkongress der Zauberkunst in Lausanne, FISM 1982, stellte er in einer Bühnendarbietung eine Reihe von Eigenkreationen vor.
Zur Historie der Zauberkunst verfasste Fechner grundlegende Publikationen über seinen Landsmann Jean Eugène Robert-Houdin, die in französischer und englischer Sprache herausgekommen sind.

## Veröffentlichungen
- The Magic of Robert-Houdin – An Artist’s Life, Band 1, Übersetzung Todd Karr, Editions F.C.F. Boulogne, Frankreich, 2002, ISBN 2-907584-05-7
- The Magic of Robert-Houdin – An Artist’s Life, Band 2, Übersetzung Todd Karr, Editions F.C.F. Boulogne, Frankreich, 2002, ISBN 2-907584-06-5
- La Magie de Robert-Houdin – Le Secrets des Soirées Fantastique, Editions F.C.F. Boulogne, Frankreich, 2002, ISBN 2-907584-04-9

## Filmografie
- 1972: Die tollen Charlots – Vier Verrückte im Stadion (Les fous du stade)
- 1972: Die tollen Charlots – Ferien wie noch nie (Les Charlots font l’Espagne)
- 1973: Wo die grünen Nudeln fliegen (Le grand bazar)
- 1973: Wir Viere sind die Musketiere (Quatre Charlots mousquetaires)
- 1973: Hilfe – mein Degen klemmt (Les quatre Charlots en folie! deuxième ronde – à nous quatre cardinal!)
- 1973: Ich weiß von nichts und sage alles (Je sais rien, mais je dirais tout)
- 1974: Le mâle du siècle
- 1974: Der lange Blonde mit den roten Haaren (La moutarde me monte en nez)
- 1974: Die Trottel von der 3. Kompanie (Les bidasses s’en vont en guerre)
- 1975: Der Tolpatsch mit dem sechsten Sinn (La course à l’échalotte)
- 1975: Schöne Küsse aus Fernost (Bon baisers de Hong-Kong) (auch Co-Drehbuch)
- 1975: Un sac de billes
- 1976: Calmos
- 1976: Brust oder Keule (L’aile ou la cuisse)
- 1977: Ein irrer Typ (L’animal)
- 1977: Der Querkopf (La zizanie)
- 1978: Die Schlafmütze (Bête mais discipliné)
- 1979: Louis, der Geizkragen (L’avare)
- 1980: Viens chez moi, j’habite chez une copine
- 1981: Ma femme s’appelle reviens
- 1981: Louis und seine außerirdischen Kohlköpfe (La soupe aux choux)
- 1982: Der Rammbock (Le ruffian)
- 1983: Papy fait de la Résistance
- 1984: Zwei Fische auf dem Trockenen (Marche à l’ombre)
- 1984: Die Spezialisten (Les spécialistes)
- 1985: Le mariage du siècle
- 1985: Moi vouloir toi
- 1986: Les frères Pétard
- 1987: Camille Claudel (Camille Claudel)
- 1988: Mes meilleurs copains
- 1989: Le retour de Lemmy Caution (Fernsehfilm)
- 1991: Die Liebenden von Pont-Neuf (Les amants du Pont-Neuf)
- 1991: La gamine
- 1992: Justinien Trouvé, ou le bâtard de dieu (Co-Drehbuch, Regie)
- 1995: Elisa (Élisa)
- 1996: Der Hexenclub von Bayonne (Un amour de sorcière)
- 1997: Demi-Chance
- 1997: Alle meine Väter (Une chance sur deux)
- 1998: Die Frau auf der Brücke (La fille sur le pont)
- 1998: Ein Sommer auf dem Lande (Les enfants du marais)
- 2000: Un crime au paradis
- 2000: Stirb nicht zu langsam (La tour Montparnasse infernale)
- 2002: Chouchou
- 2004: L’incruste
- 2005: L’antidote
- 2006: Les bronzés 3: Amis pour la vie
- 2006: L’entente cordiale
- 2006: La voix (Kurzfilm)
- 2007: Das Gasthaus des Schreckens (L’auberge rouge)